# Verfassung des Saarlandes
Die Verfassung des Saarlandes (kurz: SVerf) ist die Landesverfassung des deutschen Landes Saarland.

## Geschichte

### Entstehung

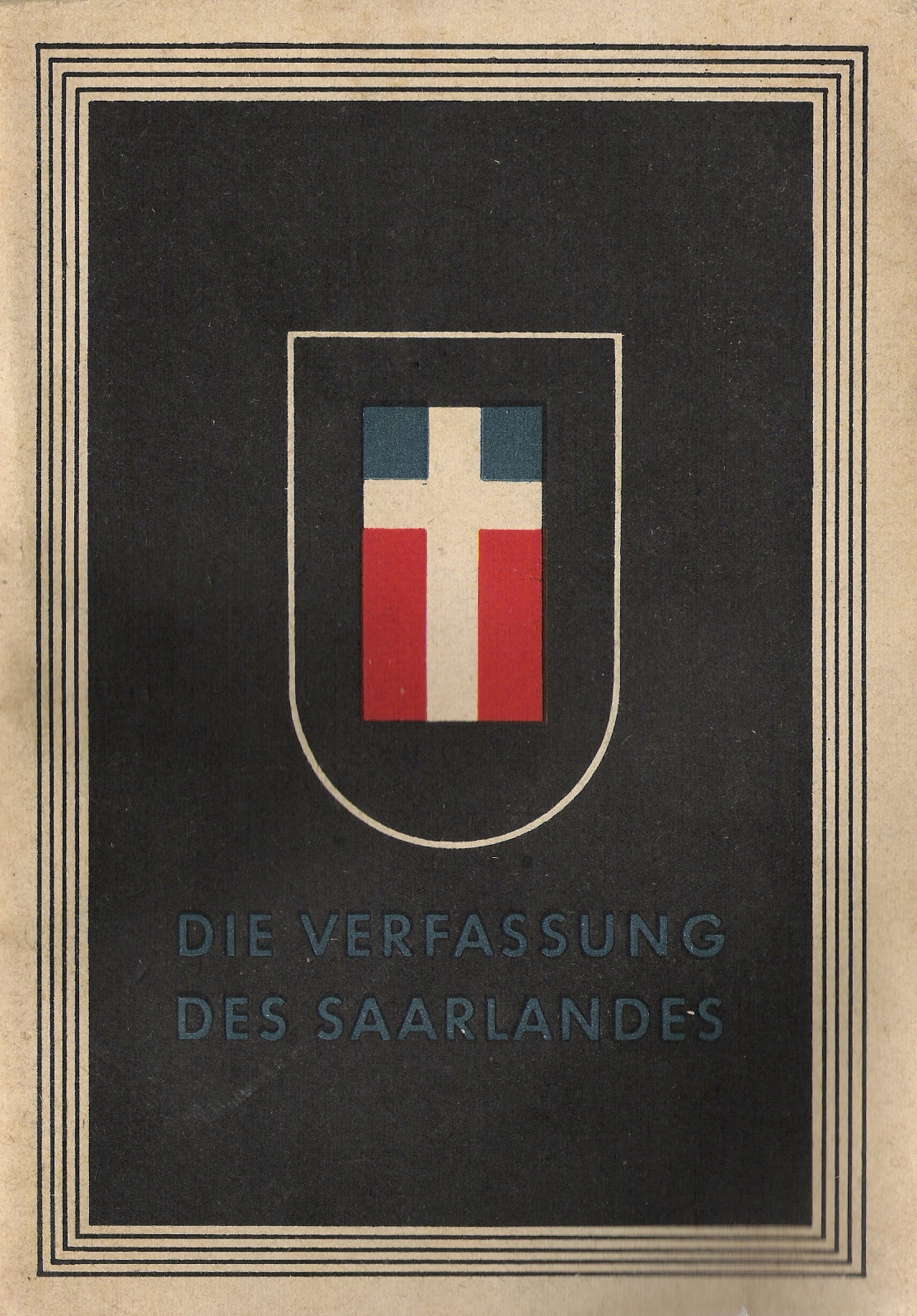
Verfassung des Saarlandes

Nach dem Zweiten Weltkrieg beabsichtigte Frankreich ursprünglich, das gesamte linksrheinische Gebiet von Deutschland abzuspalten. Diese Pläne wurden jedoch auf den Außenministerkonferenzen der Alliierten abgelehnt. In der Folge versuchte Frankreich, eine Abspaltung des Saarlandes von Deutschland und die deren Integration der Wirtschaft in die französische Wirtschaft durchzusetzen (siehe auch: Geschichte des Saarlandes).
Auf Befehl des Militärgouverneurs Grandval wurde am 23. Mai 1947 durch die Ernennung von 20 Kommissionsmitgliedern eine Verfassungskommission bestimmt. Diese arbeitete einen Entwurf einer Verfassung aus, der jedoch bei der französischen Besatzungsmacht auf keine Akzeptanz stieß.
Die Militärregierung legte deshalb der Kommission ein Memorandum vor, das in der Verfassung zu berücksichtigen sei. Das Saarland sollte:
- wirtschaftlich und währungspolitisch an Frankreich angeschlossen werden
- sich deshalb zoll- und währungsrechtlich an Frankreich anpassen
- aus Deutschland ausgegliedert werden und politische Autonomie erhalten
- die auswärtigen Beziehungen und die Verteidigung Frankreich überlassen
- einen französischen Hochkommissar mit Verordnungs- und Aufsichtsrecht zur Sicherung des wirtschaftlichen Anschlusses erhalten

Diese Punkte wurden in die Präambel der Verfassung aufgenommen:
Präambel zur Verfassung des Saarlandes vom 15. Dezember 1947 (ABl. S. 1077)
Das Volk an der Saar, berufen, nach dem Zusammenbruch des Deutschen Reiches sein Gemeinschaftsleben kulturell, politisch, wirtschaftlich und sozial neu zu gestalten, durchdrungen von der Erkenntnis, dass sein Bestand und seine Entwicklung durch die organische Einordnung des Saarlandes in den Wirtschaftsbereich der französischen Republik gesichert werden können, vertrauend auf ein internationales Statut, das die Grundlage für sein Eigenleben und seinen Wiederaufstieg festlegen wird, gründet seine Zukunft auf den wirtschaftlichen Anschluss des Saarlandes an die französische Republik und die Währungs- und Zolleinheit mit ihr, die einschließen:
die politische Unabhängigkeit des Saarlandes vom Deutschen Reich, die Landesverteidigung und die Vertretung der saarländischen Interessen im Ausland durch die französische Republik, die Anwendung der französischen Zoll- und Währungsgesetze im Saarland, die Bestellung eines Vertreters der Regierung der französischen Republik mit Verordnungsrecht zur Sicherstellung der Zoll- und Währungseinheit und einer Aufsichtsbefugnis, um die Beobachtung des Statuts zu garantieren, eine Organisation des Justizwesens, die die Einheitlichkeit der Rechtsprechung im Rahmen des Statuts gewährleistet. Der Landtag des Saarlandes, vom Volk frei gewählt, hat daher, um diesem Willen verpflichtenden Ausdruck zu verleihen und – nach Überwindung eines Systems, das die menschliche Persönlichkeit entwürdigte und versklavte, Freiheit, Menschlichkeit, Recht und Moral als Grundlagen des neuen Staates zu verankern, dessen Sendung es ist, Brücke zur Verständigung der Völker zu bilden und in Ehrfurcht vor Gott dem Frieden der Welt zu dienen, die folgende Verfassung beschlossen: […]
Am 5. Oktober 1947 wurde eine Verfassungsgebende Versammlung gewählt, die auf Basis der Vorarbeit der Verfassungskommission eine Verfassung ausarbeitete. Die Verfassung des Saarlandes wurde am 8. November 1947 von der Verfassungsgebenden Versammlung des Saarlandes in Saarbrücken verabschiedet. Datiert auf den 15. Dezember 1947 trat sie mit Veröffentlichung im Amtsblatt des Saarlandes am 17. Dezember 1947 in Kraft.

### Angliederung an die Bundesrepublik Deutschland
Am 23. Oktober 1955 wurde schließlich nach einem heftig geführten Abstimmungswahlkampf eine Volksabstimmung über die Zukunft des Landes durchgeführt, wobei sich die Saarländer gegen das Saarstatut entschieden. Am 27. Oktober 1956 wurde in Luxemburg der Saarvertrag abgeschlossen, worauf das Gebiet 1957 als zehntes Land (ohne Berlin) zur Bundesrepublik Deutschland kam.
Diese Entwicklung schlug sich auch in der Verfassung nieder, die mit den Gesetzen Nr. 548 vom 20. Dezember 1956 (ABl. S. 1657) und Nr. 640 vom 1. Juli 1958 (ABl. S. 735) geändert wurde. Unter anderem wurde die Präambel, die das Saarland eng an die Französische Republik anlehnte, ersatzlos gestrichen. Zahlreiche Formulierungen wurden an die in der Bundesrepublik üblichen Fassungen angeglichen.

## Inhalt und Aufbau
Die Verfassung gliedert sich in 3 Hauptteile, die wiederum in Abschnitte unterteilt sind. Geregelt werden:
1. Hauptteil Grundrechte und Grundpflichten
1. Die Einzelperson
2. Ehe und Familie
3. Erziehung, Unterricht, Volksbildung, Kulturpflege, Sport
4. Kirchen und Religionsgemeinschaften
5. Wirtschafts- und Sozialordnung
6. Schutz der natürlichen Lebensgrundlagen, Tierschutz

2. Hauptteil Aufgaben und Aufbau des Staates
1. Abschnitt Grundlagen
2. Abschnitt Wahlen und Volksabstimmungen
3. Abschnitt Organe des Volkswillens (Landtag des Saarlandes, Saarländische Landesregierung, Verfassungsgerichtshof des Saarlandes)
4. Die Gesetzgebung
5. Das Finanzwesen
6. Rechtspflege
7. Verwaltung und Beamte
8. Kommunale Selbstverwaltung

3. Hauptteil Schluss- und Übergangsbestimmungen